# Пейнсвилл (город, Миннесота)
Пейнсвилл (англ. Paynesville) — город в округе Стернс, штат Миннесота, США. На площади 3,4 км² (3,4 км² — суша, водоёмов нет), согласно переписи 2002 года, проживают 2267 человек. Плотность населения составляет 662,2 чел./км².
- Телефонный код города — 320
- Почтовый индекс — 56362
- FIPS-код города — 27-49966[1]
- GNIS-идентификатор — 0649194[2]